# Zavalla (Teksas)
Zavalla je grad u američkoj saveznoj državi Teksas. Prema popisu stanovništva iz 2010. u njemu je živjelo 713 stanovnika.